# Chelles
Chelles és un municipi francès, situat al departament de Sena i Marne i a la regió de l'Illa de França. L'any 2005 tenia 47.800 habitants.
Forma part del cantó de Chelles, del districte de Torcy i de la Comunitat d'aglomeració de París-Vallée de la Marne.